# نبرد پکن (۱۹۰۰)
نبرد پکن (انگلیسی: Battle of Peking) یا از نظر تاریخی امداد پکن، نبردی بود که در ۱۴–۱۵ اوت ۱۹۰۰ در پکن پکن انجام شد، در آن اتحاد هشت ملت محاصره محله لشکر پکن را در زمان شورش مشتزن‌ها برطرف کرد.